# Bisdom Raigarh
Het bisdom Raigarh (Latijn: Dioecesis Raigarhensis) is een rooms-katholiek bisdom met als zetel Raigarh, in India. Het bisdom is suffragaan aan het aartsbisdom Raipur. 

## Geschiedenis
Het bisdom werd opgericht op 13 december 1951, als het bisdom Raigarh-Ambikapur, uit delen van de bisdommen Nagpur en Ranchi, en was suffragaan aan het aartsbisdom Calcutta. Op 19 september 1953 veranderde het van kerkprovincie en werd suffragaan aan het nieuw verheven aartsbisdom Nagpur. Op 13 september 1963 veranderde het nogmaals van kerkprovincie en werd suffragaan aan het nieuw verheven aartsbisdom Bhopal. Op 10 november 1977 werd het hernoemd naar bisdom Raigarh na afsplitsing van het bisdom Ambikapur. Op 27 februari 2004 veranderde het voor de derde keer van kerkprovincie en werd suffragaan aan het nieuw verheven aartsbisdom Raipur. 

## Parochies
Het bisdom had in 2020 een oppervlakte van 7.086 km2 en telde 1.578.000 inwoners waarvan 4,7% rooms-katholiek was.

## Bisschoppen
- Oscar Sevrin (13 december 1951 - 8 november 1957)
- Stanislaus Tigga (24 december 1957 - 9 juli 1970; coadjutor sinds 7 november 1955)
- Francis Ekka (24 april 1971 - 15 maart 1984)
- Victor Kindo (25 november 1985 - 23 maart 2006)
- Paul Toppo (23 maart 2006 - heden)

Raipur (aartsbisdom) · Ambikapur · Jagdalpur (Syro-Malabar) · Jashpur · Raigarh